# Lakeport (Califòrnia)
Lakeport és una ciutat dels Estats Units a l'estat de Califòrnia. Segons el cens del 2010 tenia 4.753 habitants. Dins de Califòrnia s'ubica en el Comtat de Lake, del qual és la seu de comtat (capital).

## Demografia
Segons el cens del 2000, Lakeport tenia 4.820 habitants, 1.967 habitatges, i 1.233 famílies. La densitat de població era de 694,4 habitants/km².
Dels 1.967 habitatges en un 29,7% hi vivien nens de menys de 18 anys, en un 44,7% hi vivien parelles casades, en un 12,6% dones solteres, i en un 37,3% no eren unitats familiars. En el 31% dels habitatges hi vivien persones soles el 16,2% de les quals corresponia a persones de 65 anys o més que vivien soles. El nombre mitjà de persones vivint en cada habitatge era de 2,36 i el nombre mitjà de persones que vivien en cada família era de 2,93.
Per edats la població es repartia de la següent manera: un 24,5% tenia menys de 18 anys, un 6,9% entre 18 i 24, un 24,7% entre 25 i 44, un 22,8% de 45 a 60 i un 21% 65 anys o més.
L'edat mediana era de 41 anys. Per cada 100 dones de 18 o més anys hi havia 84,7 homes.
La renda mediana per habitatge era de 32.226 $ i la renda mediana per família de 37.900 $. Els homes tenien una renda mediana de 36.719 $ mentre que les dones 25.089 $. La renda per capita de la població era de 17.215 $. Entorn del 13,5% de les famílies i el 15,7% de la població estaven per davall del llindar de pobresa.

## Política
En la legislatura estatal Lakeport estava en el 2n Districte del Senat, representats per la Demòcrata Noreen Evans, i en el 1r Districte d'Assemblea, representats pel Demòcrata Wesley Chesbro. Federalment, Lakeport està localitzada en el 1r districte congressual de Califòrnia, representats pel Demòcrata Mike Thompson.

## Poblacions més properes
El següent diagrama mostra les poblacions més properes.